# Virgil Hodge
Virgil Hodge (Basseterre, 17 novembre 1983) è un'ex velocista nevisiana.

## Biografia
Nata a Basseterre, Hodge ha proseguito la carriera sportiva all'Università cristiana del Texas (TCU), dove ha raggiunto ottimi risultati nei campionati NCAA. Ha preso parte per Saint Kitts e Nevis ai Giochi olimpici ai Giochi olimpici di Pechino 2008, avanzando fino ai quarti di finale. Nel corso della manifestazione è stata portabandiera della delegazione del Mar dei Caraibi nel corso delle cerimonie di apertura e chiusura.

## Palmarès
| Anno | Manifestazione              | Sede           | Evento      | Risultato        | Prestazione | Note                                     |
| ---- | --------------------------- | -------------- | ----------- | ---------------- | ----------- | ---------------------------------------- |
| 2000 | Campionati CAC juniores U20 | San Juan       | 100 m piani | 7ª               | 12"31       |                                          |
| 2002 | Giochi CARIFTA U20          | Nassau         | 100 m piani | 5ª               | 11"99       |                                          |
| 2002 | Giochi CARIFTA U20          | Nassau         | 200 m piani | 6ª               | 24"80       |                                          |
| 2002 | Campionati CAC juniores U20 | Bridgetown     | 100 m piani | 5ª               | 11"87       |                                          |
| 2002 | Campionati CAC juniores U20 | Bridgetown     | 100 m piani | 4ª               | 24"29       |                                          |
| 2002 | Campionati CAC juniores U20 | Bridgetown     | 4 × 100 m   | Bronzo           | 46"65       |                                          |
| 2002 | Mondiali U20                | Kingston       | 100 m piani | Semifinale       | 11"94       |                                          |
| 2002 | Mondiali U20                | Kingston       | 200 m piani | Batteria         | dq          |                                          |
| 2002 | Mondiali U20                | Kingston       | 4 × 100 m   | Batteria         | 46"14       |                                          |
| 2003 | Campionati CAC              | Saint George's | 100 m piani | Batteria         | 11"82       |                                          |
| 2003 | Giochi panamericani         | Santo Domingo  | 200 m piani | Semifinale       | 23"85       |                                          |
| 2003 | Mondiali                    | Saint-Denis    | 200 m piani | Batteria         | 24"17       |                                          |
| 2004 | Sudamericani U23            | Barquisimeto   | 100 m piani | 2ª               | 11"85       | OC                                       |
| 2005 | Campionati CAC              | Nassau         | 100 m piani | Batteria         | 11"43       |                                          |
| 2005 | Campionati CAC              | Nassau         | 200 m piani | 8ª               | 23"54       |                                          |
| 2005 | Campionati CAC              | Nassau         | 4 × 100 m   | dnf              | dnf         |                                          |
| 2006 | Giochi CAC                  | Cartagena      | 100 m piani | Oro              | 11"52       |                                          |
| 2006 | Giochi CAC                  | Cartagena      | 200 m piani | Argento          | 23"09       |                                          |
| 2006 | Giochi CAC                  | Cartagena      | 4 × 100 m   | 5ª               | 45"06       |                                          |
| 2007 | Giochi panamericani         | Rio de Janeiro | 100 m piani | 6ª               | 11"40       |                                          |
| 2007 | Giochi panamericani         | Rio de Janeiro | 200 m piani | 4ª               | 23"05       |                                          |
| 2007 | Giochi panamericani         | Rio de Janeiro | 4 × 100 m   | 5ª               | 44"14       |                                          |
| 2007 | Campionati NACAC            | San Salvador   | 100 m piani | 6ª               | 11"63       |                                          |
| 2007 | Campionati NACAC            | San Salvador   | 200 m piani | Oro              | 22"73       |                                          |
| 2007 | Campionati NACAC            | San Salvador   | 4 × 100 m   | 5ª               | 45"15       |                                          |
| 2007 | Mondiali                    | Osaka          | 200 m piani | Semifinale       | 23"06       |                                          |
| 2008 | Campionati CAC              | Cali           | 100 m piani | 5ª               | 11"44       |                                          |
| 2008 | Campionati CAC              | Cali           | 200 m piani | 7ª               | 23"42       |                                          |
| 2008 | Giochi olimpici             | Pechino        | 100 m piani | Quarti di finale | 11"45       |                                          |
| 2008 | Giochi olimpici             | Pechino        | 200 m piani | Quarti di finale | 23"17       |                                          |
| 2009 | Campionati CAC              | L'Avana        | 200 m piani | Oro              | 23"41       |                                          |
| 2009 | Campionati CAC              | L'Avana        | 4 × 100 m   | Oro              | 43"53       | Record nazionale                         |
| 2009 | Mondiali                    | Berlino        | 100 m piani | Quarti di finale | 11"51       |                                          |
| 2009 | Mondiali                    | Berlino        | 200 m piani | Semifinale       | 23"19       | Miglior prestazione personale stagionale |
| 2009 | Mondiali                    | Berlino        | 4 × 100 m   | Batteria         | 43"98       |                                          |
| 2010 | Mondiali indoor             | Doha           | 60 m piani  | Batteria         | 7"61        |                                          |
| 2010 | Giochi CAC                  | Mayagüez       | 4 × 100 m   | Bronzo           | 44"43       |                                          |
| 2011 | Campionati CAC              | Mayagüez       | 100 m piani | Batteria         | 11"79       |                                          |
| 2011 | Campionati CAC              | Mayagüez       | 200 m piani | Batteria         | 24"28       |                                          |
| 2012 | Campionati OECS             | Basseterre     | 100 m piani | Oro              | 11.39       |                                          |
| 2012 | Campionati OECS             | Basseterre     | 200 m piani | Bronzo           | 23"58       |                                          |
| 2012 | Campionati OECS             | Basseterre     | 4 × 100 m   | Oro              | 44"90       |                                          |
| 2014 | Campionati OECS             | Basseterre     | 200 m piani | 5ª               | 24"87       |                                          |
| 2014 | Campionati OECS             | Basseterre     | 4 × 100 m   | Oro              | 45"99       |                                          |
| 2015 | Campionati NACAC            | San José       | 100 m piani | Batteria         | 11"62       |                                          |
| 2017 | Campionati OECS             | Saint George's | 200 m piani | 7ª               | 25"10       |                                          |
| 2017 | Campionati OECS             | Saint George's | 4 × 100 m   | Argento          | 45"87       |                                          |